# Clara, Pyrénées-Orientales
Clara (tiếng Catalunya: Clarà i Villerac) là một xã thuộc tỉnh Pyrénées-Orientales trong vùng Occitanie phía nam Pháp. Xã này nằm ở khu vực có độ cao trung bình 668 mét trên mực nước biển.